# Gru (costellazione)
La Gru (in latino Grus) è una costellazione meridionale. Apparve per la prima volta nell'Uranometria di Johann Bayer (1603), ma risale probabilmente ad un tempo anteriore. Dalle latitudini temperate boreali è visibile solo in parte.

## Caratteristiche

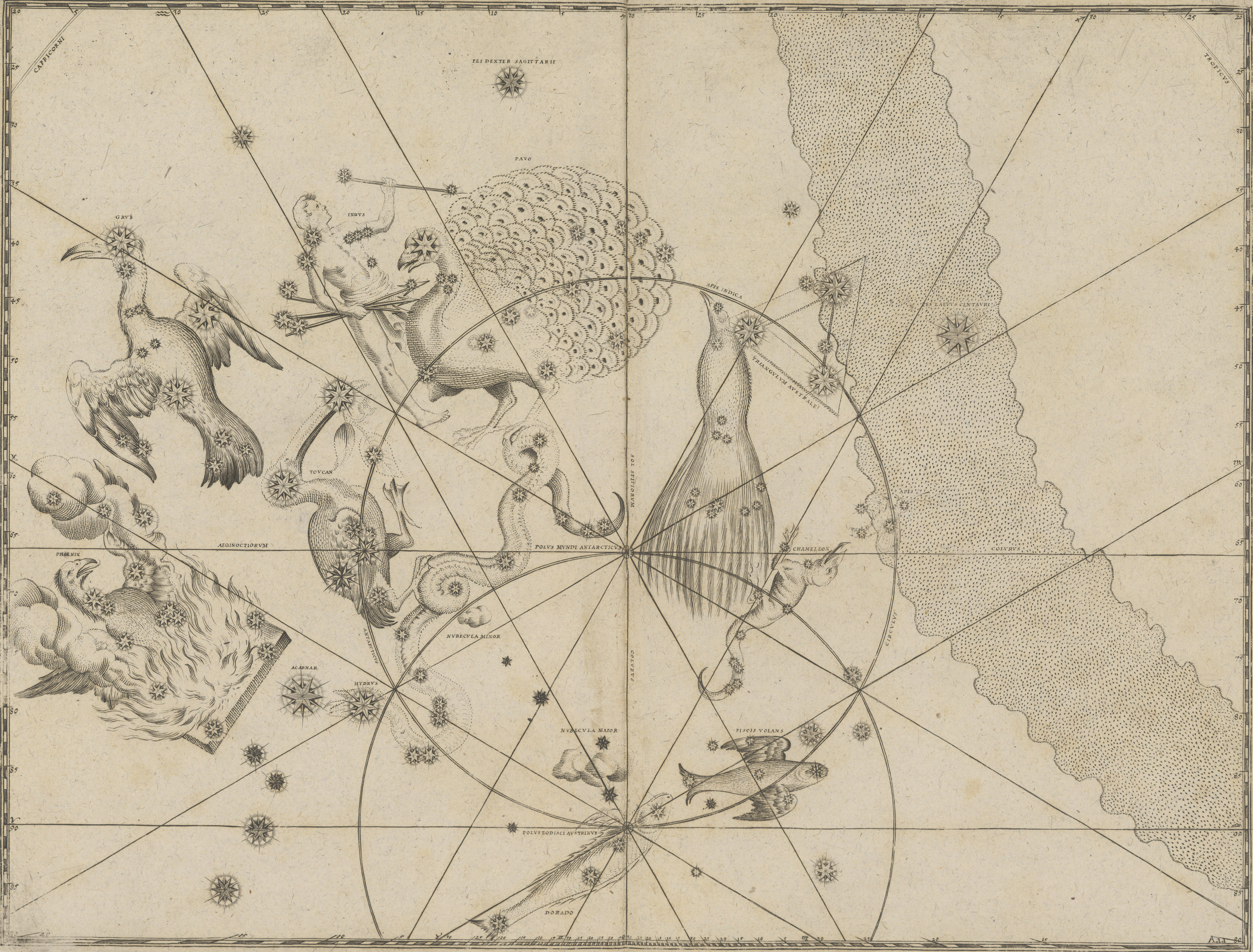
L'Uranometria di Bayer; la Gru è rappresentata a sinistra.

La Gru è una piccola ma molto appariscente costellazione caratteristica dei cieli del sud; si individua a sud della brillante stella Fomalhaut e la disposizione delle sue stelle ricorda bene la figura di una gru o di un fenicottero pronto per spiccare il volo. La sua stella più luminosa è la α Gruis, nota con il nome di Al Na'ir, ossia La brillante: in effetti è di magnitudine 1,73 ed è facile da individuare, come del resto l'intera costellazione, in un'area priva di altre stelle brillanti. A nord della coppia di stelle formata da α e β Gruis, le due stelle più luminose, si osserva una concatenazione di astri più deboli, alcuni dei quali sono disposti in coppie dai colori contrastanti e risolvibili anche a occhio nudo.
Le notti della primavera australe sono le più indicate per la sua osservazione: la sua presenza alta nel cielo subito dopo il tramonto preannuncia l'arrivo dell'estate, mentre resta comunque visibile per gran parte dell'anno; dall'emisfero nord invece la sua osservazione è molto sacrificata: la coppia di stelle più brillante può essere vista solo a partire dal 43°N, mentre l'intera costellazione diventa visibile solo dal 32°N, equivalente alle coste della Libia.

### Stelle principali
- α Gruis (Al Nair) è una stella azzurra di magnitudine 1,72, distante 101 anni luce; si tratta di una stella subgigante.
- β Gruis (Gruid) è una gigante rossa di magnitudine 2,07, distante 170 anni luce.
- γ Gruis (Al Dhanab) è una stella azzurra di magnitudine 3,00, sulla parte settentrionale della costellazione; dista 203 anni luce.
- ε Gruis è una stella bianca di magnitudine 3,49, distante 130 anni luce.

### Stelle doppie
A occhio nudo sono individuabili con facilità alcune coppie di stelle, le quali però non hanno un legame fisico, essendo allineate soltanto a causa di un effetto prospettico. Fra queste vi sono δ1  e δ2 Gruis, entrambe di quarta magnitudine rispettivamente di colore giallo e rosso, μ1  e μ2 Gruis, di quinta e rispettivamente bianca e gialla, più π1  e π2 Gruis, risolvibili anche con un piccolo binocolo come due stelle di quinta e sesta grandezza dai colori rispettivamente rosso e bianco.
- π2 Gruis in particolare è una doppia semplice, risolvibile in due componenti bianco-giallastre di diversa luminosità anche con un piccolo telescopio.
- HD 220391 fa invece coppia con HD 220392, nella parte meridionale della costellazione; si tratta di due stelle di sesta e settima magnitudine separate da 20".

| Principali stelle doppie |                                          |                                          |             |             |                                 |        |
| Nome                     | Coordinate equatoriali all'epoca J2000.0 | Coordinate equatoriali all'epoca J2000.0 | Magnitudine | Magnitudine | Separazione (in secondi d'arco) | Colore |
| Nome                     | AR                                       | Dec                                      | A           | B           | Separazione (in secondi d'arco) | Colore |
| HD 207129                | 21h 48m 16s                              | -47° 18′ 13″                             | 5,58        | 8,6         | 55,0                            | g + b  |
| α Gruis                  | 22h 08m 14s                              | -46° 57′ 38″                             | 1,76        | 10,1        | 28,4                            | azz    |
| π1 Gruis                 | 22h 22m 44s                              | -45° 56′ 53″                             | 6,62        | 10,9        | 2,7                             | r + g  |
| π2 Gruis                 | 22h 23m 08s                              | -45° 55′ 42″                             | 5,62        | 11,0        | 4,9                             | b + g  |
| HD 220002/03             | 23h 20m 50s                              | -50° 18′ 24″                             | 5,96        | 8,87        | 16,8                            | b + b  |
| HD 220391/92             | 23h 23m 53s                              | -53° 48′ 54″                             | 6,57        | 7,4         | 20,6                            | v      |

### Stelle variabili
Fra le stelle variabili alcune sono di facile osservazione anche con piccoli strumenti, mentre in altri casi le loro oscillazioni possono essere notate persino a occhio nudo.
Fra le Mireidi, la più notevole è la S Gruis, che in fase di massima è di magnitudine 6,0 ed è visibile anche a occhio nudo; in 136 giorni compie il suo ciclo, scendendo fino alla magnitudine 12.
Una variabile di facile osservazione è la β Gruis, sebbene le sue pulsazioni siano irregolari: tramite la vicinanza della stella α Gruis, da usare come riferimento, è possibile capire il momento in cui la stella si trova in fase di massimo o di minimo, a seconda della differenza di magnitudine fra le due.
Una stella con fluttuazioni semiregolari è la π1 Gruis, componente della coppia ottica π Gruis: in fase di massima è di quinta grandezza e la si può scorgere con facilità a occhio nudo nelle notti limpide, mentre in fase di minimo scende fino alla 6,7, restando al limite estremo della visibilità in una notte nitida ad alta quota.
| Principali stelle variabili |                                          |                                          |             |             |                  |              |
| Nome                        | Coordinate equatoriali all'epoca J2000.0 | Coordinate equatoriali all'epoca J2000.0 | Magnitudine | Magnitudine | Periodo (giorni) | Tipo         |
| Nome                        | AR                                       | Dec                                      | Max.        | Min.        | Periodo (giorni) | Tipo         |
| R Gruis                     | 21h 48m 32s                              | −46° 54′ 47″                             | 7,4         | 14,9        | 331,96           | Mireide      |
| S Gruis                     | 22h 26m 05s                              | −48° 26′ 19″                             | 6,0         | 15,0        | 401,51           | Mireide      |
| T Gruis                     | 22h 25m 41s                              | −37° 34′ 09″                             | 7,8         | 12,3        | 136,49           | Mireide      |
| β Gruis                     | 22h 42m 40s                              | −46° 53′ 04″                             | 2,0         | 2,3         | ≈ 37             | Irregolare   |
| δ2 Gruis                    | 22h 29m 46s                              | −43° 44′ 57″                             | 3,99        | 4,20        | -                | Irregolare   |
| π1 Gruis                    | 22h 22m 44s                              | −45° 56′ 53″                             | 5,41        | 6,70        | 150:             | Semiregolare |

## Oggetti del profondo cielo
Gli oggetti di un certo interesse sono scarsi in questa costellazione; le galassie sono infatti per la gran parte poco luminose e remote.
Fra gli oggetti interni alla nostra Galassia vi è una nebulosa planetaria, catalogata come IC 5148, posta sulla parte settentrionale della costellazione e dall'aspetto ad anello, molto pallida anche nelle immagini a lunga posa.
Fra le galassie, si nota la NGC 7552, posta ad est della Gru e accompagnata da altre galassie minori, come NGC 7410.
| Principali oggetti non stellari |                                          |                                          |                            |             |                                        |              |
| Nome                            | Coordinate equatoriali all'epoca J2000.0 | Coordinate equatoriali all'epoca J2000.0 | Tipo                       | Magnitudine | Dimensioni apparenti (in primi d'arco) | Nome proprio |
| Nome                            | AR                                       | Dec                                      | Tipo                       | Magnitudine | Dimensioni apparenti (in primi d'arco) | Nome proprio |
| IC 5148                         | 21h 59m 35s                              | -39° 23′ 09″                             | Nebulosa planetaria        | 16,5        | 2,0                                    |              |
| NGC 7213                        | 22h 09m 16s                              | -47° 10′ :                               | Galassia                   | 10,5        | 1,9 x 1,9                              |              |
| NGC 7410                        | 22h 55m 01s                              | -39° 40′ :                               | Galassia                   | 10,4        | 5,5                                    |              |
| IC 5267                         | 22h 57m 13s                              | -43° 24′ :                               | Galassia                   | 12,0        | 5,0                                    |              |
| IC 1459                         | 22h 57m 11s                              | -36° 27′ :                               | Galassia ellittica         | 10,9        | 5,2 x 3,8                              |              |
| NGC 7552                        | 23h 16m 12s                              | -42° 35′ :                               | Galassia a spirale barrata | 10,7        | 3,4 x 2,7                              |              |

## Sistemi planetari
Entro i confini della Gru sono note alcune stelle con un sistema planetario; una di queste, HD 208487, possiede almeno due pianeti, entrambi di tipo gioviano.
| Sistemi planetari |                                          |                                          |             |                |                              |
| Nome del sistema  | Coordinate equatoriali all'epoca J2000.0 | Coordinate equatoriali all'epoca J2000.0 | Magnitudine | Tipo di stella | Numero di pianeti confermati |
| Nome del sistema  | AR                                       | Dec                                      | Magnitudine | Tipo di stella | Numero di pianeti confermati |
| Gliese 832        | 21h 33m 34s                              | -49° 00′ 32″                             | 8,67        | Nana rossa     | 2 (b - c)                    |
| HD 208487         | 21h 57m 20s                              | -37° 45′ 49″                             | 7,48        | Nana gialla    | 2 (b - c)                    |
| HD 213240         | 22h 31m 01s                              | -49° 26′ 00″                             | 6,80        | nana gialla    | 1 (b)                        |
| τ1 Gruis          | 22h 53m 38s                              | -48° 35′ 53″                             | 6,03        | Stella bianca  | 1 (b)                        |